# Jasikan
Le district de Jasikan  (officiellement Jasikan   District, en Anglais) est l’un des 18 districts de la Région de la Volta au Ghana.

## Villes et villages du district
| - Bodada - Ghana - Jasikan - Nsuta - Teteman |

## Religion
Jasikan est le siège d'un évêché catholique créé le 19 décembre 1994.

## Sources
- (en)
- (en) Site de Ghanadistricts